# 布莱恩·科再奇
布莱恩·科再奇（英語：Brian Krzanich，1960年5月9日—）是美国企業家。他在1982年加入英特尔成为一名工程师，在晋升为首席执行官之前曾任首席运营官，2013年至2018年6月21日擔任該公司的首席执行官。在任期間，因為其決定，英特尔在研發10纳米制程芯片的進度上相比台積電及三星都要緩慢，導致市場佔有率被競爭對手超微所蠶食。
科再奇曾任迪尔公司及半導體行業協會的理事會成員，亦曾經是無人機諮詢委員會會員，為美国联邦航空管理局出謀獻策。在2018年與下屬戀情曝光後離開英特尔。

## 早期的生活和教育
科再奇出生于加利福尼亚州圣克拉拉县，毕业于圣荷西州立大学并在1982年获得化学学士学位。
| 商界職務             | 商界職務             | 商界職務           |
| -------------------- | -------------------- | ------------------ |
| 前任者： 保羅·歐德寧 | 英特尔 CEO 2013–2018 | 繼任者： 鲍勃·斯旺 |